# Élections générales québécoises de 1900
L'élection générale québécoise de 1900 s'est tenue le 7 décembre 1900 afin d'élire à l'Assemblée législative du Québec les députés de la 10e législature. Il s'agit de la 10e élection générale dans cette province du Canada depuis la confédération de 1867. Le Parti libéral du Québec, dirigé par le premier ministre Simon-Napoléon Parent, est reporté au pouvoir et forme un gouvernement majoritaire.

## Contexte
Le premier ministre Félix-Gabriel Marchand est mort en fonction le 25 septembre 1900. Il est remplacé par Simon-Napoléon Parent, qui déclenche peu après des élections anticipées.
Parent augmente encore la majorité obtenue par Marchand en 1897, remportant 67 sièges sur les 74 à l'Assemblée législative. Le Parti conservateur subit un échec : non seulement ils ne font élire que sept députés, mais ils ne parviennent pas à proposer un candidat dans 36 circonscriptions.

## Dates importantes
- 15 novembre 1900 : Émission du bref d'élection.
- 7 décembre 1900 : Scrutin
- 14 février 1901 : Ouverture de la session parlementaire.

## Résultats
| Libéral   | Conservateur |
| 67 sièges | 7 sièges     |
| ^         |              |
| majorité  |              |

### Résultats par parti politique
| Partis | Partis                   | Chef                     | Candidats | Sièges | Sièges | Voix    | Voix   | Voix    |
| Partis | Partis                   | Chef                     | Candidats | 1897   | Élus   | Nb      | %      | +/-     |
| --- | ------------------------ | ------------------------ | --------- | ------ | ------ | ------- | ------ | ------- |
| | Libéral                  | Simon-Napoléon Parent    | 74        | 51     | 67     | 54 957  | 53,1 % | -0,13 % |
| | Conservateur             | Edmund James Flynn       | 33        | 23     | 7      | 43 277  | 41,9 % | -1,97 % |
| | Libéral indépendant      | Libéral indépendant      | 4         | -      | -      | 2 906   | 2,8 %  | +1,53 % |
| | Conservateur indépendant | Conservateur indépendant | 2         | -      | -      | 1 438   | 1,4 %  | +0,41 % |
| | Indépendant              | Indépendant              | 1         | -      | -      | 824     | 0,8 %  | +0,34 % |
| Total | Total                    | Total                    | 114       | 74     | 74     | 103 402 | 100 %  |         |
| Le taux de participation lors de l'élection était de 67,8 % et 1 020 bulletins ont été rejetés. Il y avait 350 517 personnes inscrites sur la liste électorale pour l'élection, toutefois seules 153 998 personnes avaient plus d'un candidat dans leur district. |                          |                          |           |        |        |         |        |         |

Élus sans opposition : 36 libéraux

### Résultats par circonscription
- Argenteuil : William Alexander Weir (Parti libéral)
- Arthabaska : Paul Tourigny (Parti libéral)
- Bagot : Frédéric-Hector Daigneault (Parti libéral)
- Beauce : Henri-Sévérin Béland (Parti libéral)
- Beauharnois : Achille Bergevin (Parti libéral)
- Bellechasse : Adélard Turgeon (Parti libéral)
- Berthier : Cuthbert-Alphonse Chênevert (Parti libéral)
- Bonaventure : William Henry Clapperton (Parti libéral)
- Brome : Henry Thomas Duffy (Parti libéral)
- Chambly : Maurice Perrault (Parti libéral)
- Champlain : Pierre-Calixte Neault (Parti libéral)
- Charlevoix : Joseph Morin (Parti libéral)
- Châteauguay : François-Xavier Dupuis (Parti libéral)
- Chicoutimi-Saguenay : Honoré Petit (Parti libéral)
- Compton : Allen Wright Giard (Parti conservateur)
- Deux-Montagnes : Hector Champagne (Parti libéral)
- Dorchester : Louis-Philippe Pelletier (Parti conservateur)
- Drummond : William John Watts (Parti libéral)
- Gaspé : Xavier Kennedy (Parti libéral)
- Hochelaga : Jérémie-Louis Décarie (Parti libéral)
- Huntingdon : William H. Walker (Parti libéral)
- Iberville : François Gosselin (Parti libéral)
- Iles-de-la-Madeleine : Patrick Peter Delaney (Parti libéral)
- Jacques-Cartier : Joseph-Adolphe Chauret (Parti libéral)
- Joliette : Joseph-Mathias Tellier (Parti conservateur)
- Kamouraska : Louis-Rodolphe Roy (Parti libéral)
- Lac-Saint-Jean : Georges Tanguay (Parti libéral)
- La Prairie : Côme-Séraphin Cherrier (Parti libéral)
- L'Assomption : Joseph-Édouard Duhamel (Parti libéral)
- Laval : Pierre-Évariste Leblanc (Parti conservateur)
- Lévis : Charles Langelier (Parti libéral)
- L'Islet : François-Gilbert Miville-Dechêne (Parti libéral)
- Lotbinière : Napoléon Lemay (Parti conservateur)
- Maskinongé : Hector Caron (Parti libéral)
- Matane : Donat Caron (Parti libéral)
- Mégantic : George Robert Smith (Parti libéral)
- Missisquoi : Jean-Baptiste Gosselin (Parti libéral)
- Montcalm : Pierre-Julien-Léonidas Bissonnette (Parti libéral)
- Montmagny : Ernest Roy (Parti libéral)
- Montmorency : Louis-Alexandre Taschereau (Parti libéral)
- Montréal no 1 : Georges-Albini Lacombe (Parti libéral)
- Montréal no 2 : Lomer Gouin (Parti libéral)
- Montréal no 3 : Henri-Benjamin Rainville (Parti libéral)
- Montréal no 4 : James Cochrane (Parti libéral)
- Montréal no 5 : Mathew Hutchinson (Parti libéral)
- Montréal no 6 : James John Guerin (Parti libéral)
- Napierville : Cyprien Dorris (Parti libéral)
- Nicolet : Edmund James Flynn (Parti conservateur)

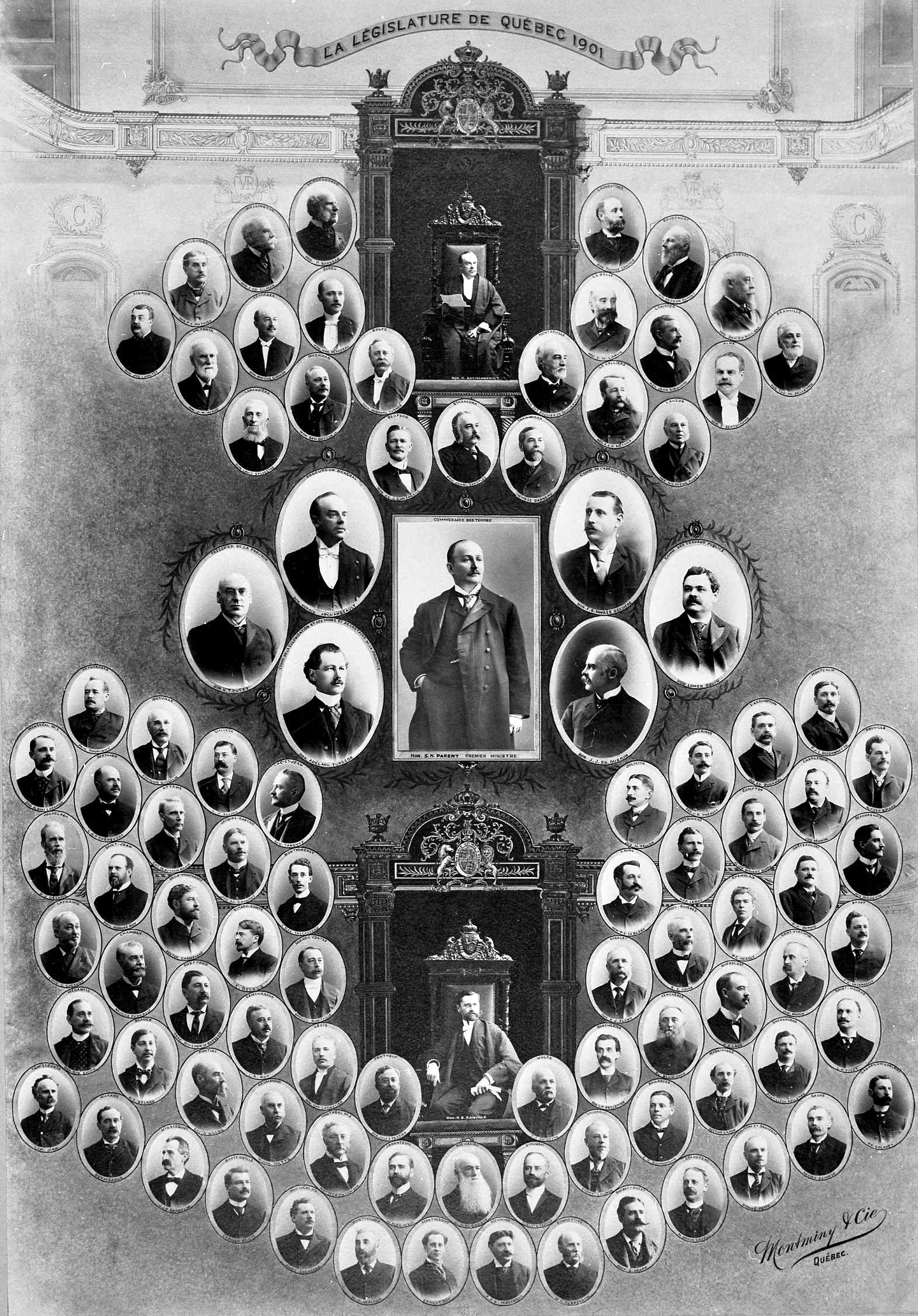
Tableau groupant les photos des députés à l'Assemblée législative du Québec et des membres du Conseil législatif du Québec en 1901. Les photos des députés à l'Assemblée législative sont dans la partie inférieure de l'image, celles des membres du Conseil législatif sont dans la partie supérieure et celles des ministres sont au centre.

- Ottawa : Charles Beautron Major (Parti libéral)
- Pontiac : David Gillies (Parti libéral)
- Portneuf : Jules Tessier (Parti libéral)
- Québec-Centre : Amédée Robitaille (Parti libéral)
- Québec (comté) : Némèse Garneau (Parti libéral)
- Québec-Est : Jules-Alfred Lane (Parti libéral)
- Québec-Ouest : John Gabriel Hearn (Parti libéral)
- Richelieu : Louis-Pierre-Paul Cardin (Parti libéral)
- Richmond : Peter Samuel George Mackenzie (Parti libéral)
- Rimouski : Auguste Tessier (Parti libéral)
- Rouville : Alfred Girard (Parti libéral)
- Saint-Hyacinthe : Joseph Morin (Parti libéral)
- Saint-Jean : Philippe-Honoré Roy (Parti libéral)
- Saint-Maurice : Louis-Philippe Fiset (Parti libéral)
- Saint-Sauveur : Simon-Napoléon Parent (Parti libéral)
- Shefford : Tancrède Boucher de Grosbois (Parti libéral)
- Sherbrooke : Joseph-Pantaléon Pelletier (Parti libéral)
- Soulanges : Avila-Gonzague Bourbonnais (Parti libéral)
- Stanstead : Moodie Brock Lovell (Parti libéral)
- Témiscouata : Napoléon Dion (Parti libéral)
- Terrebonne : Jean Prévost (Parti libéral)
- Trois-Rivières : Richard-Stanislas Cooke (Parti libéral)
- Vaudreuil : Émery Lalonde (fils) (Parti libéral)
- Verchères: Étienne Blanchard (Parti libéral)
- Wolfe: Jérôme-Adolphe Chicoyne (Parti conservateur)
- Yamaska: Louis-Jules Allard (Parti libéral)

## Sources
- Section historique du site de l'Assemblée nationale du Québec
- Jacques Lacoursière, Histoire populaire du Québec, t. 4, Sillery (Québec), Septentrion, 1997.
- Élection générale 7 décembre 1900 — QuébecPolitique.com

1. ↑  Pierre Drouilly, Statistiques électorales du Québec. 1867-1989. 3e édition., Québec, 
Assemblée nationale du Québec, 1990, 692 p. (ISBN 2-551-12466-2).